# Halsfleckenlerche

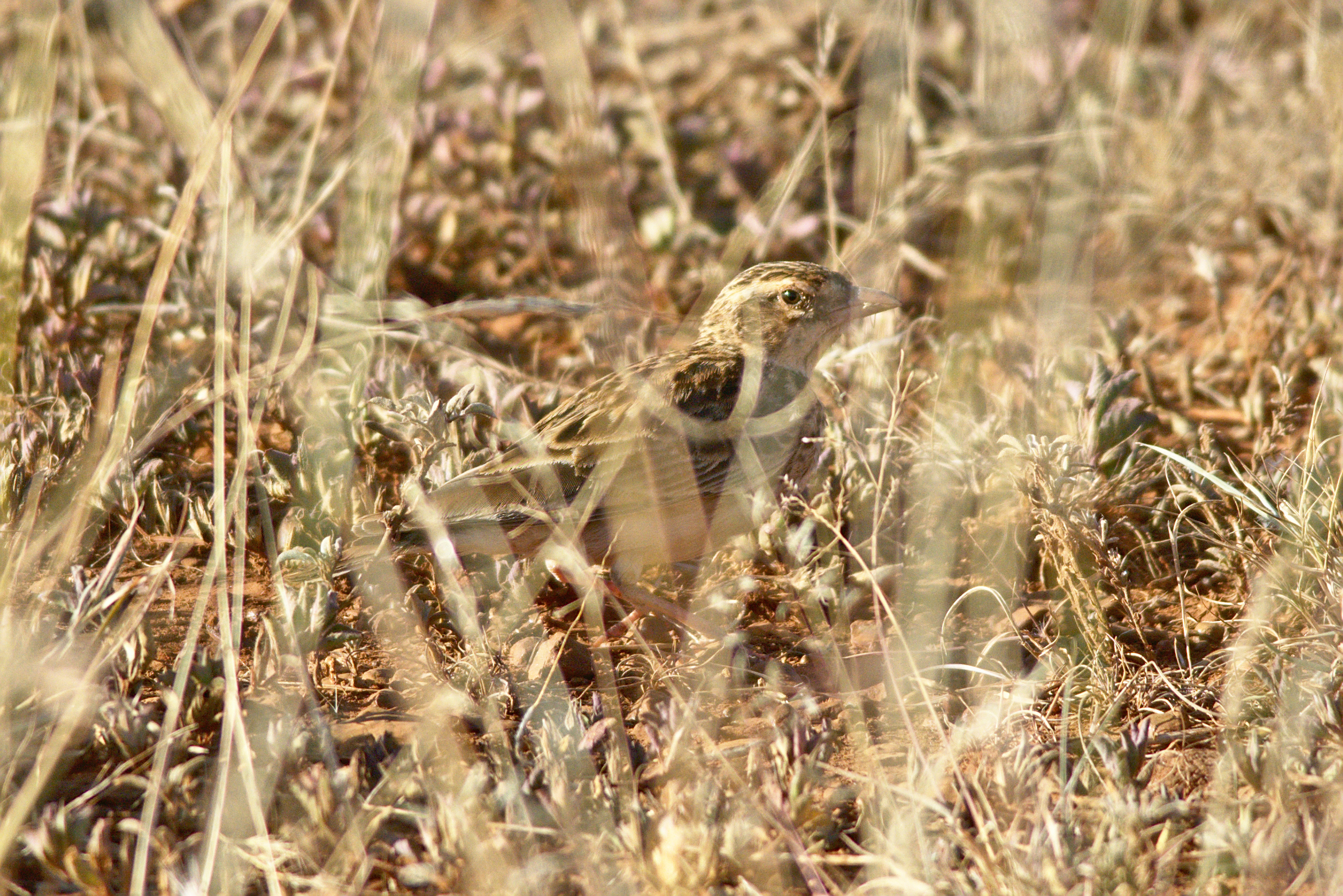
Halsfleckenlerche

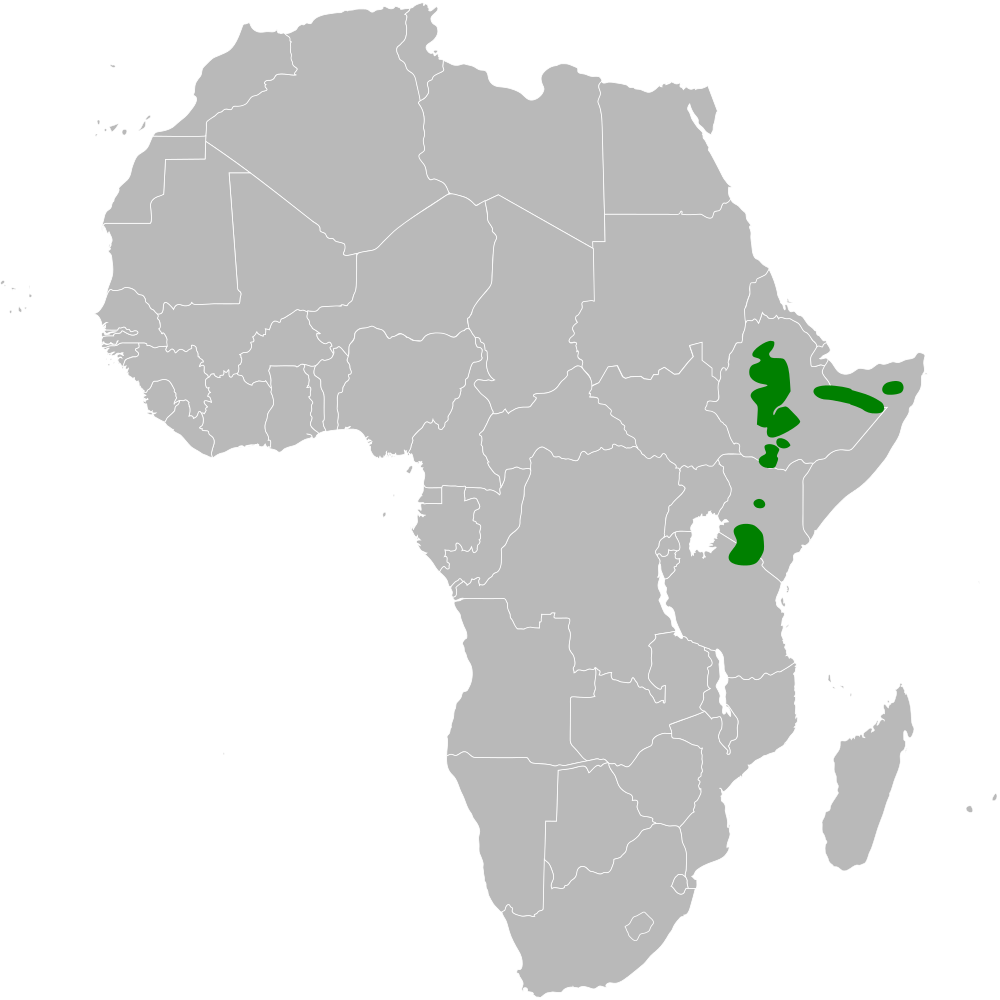
Verbreitungsgebiet der Halsfleckenlerche

Die Halsfleckenlerche (Alaudala somalica, Syn.: Calandrella somalica), auch Somalilerche genannt, ist eine Art aus der Familie der Lerchen. Sie entspricht in ihren Körperproportionen der unter anderem in Südeuropa vorkommenden Stummellerche. Das Verbreitungsgebiet der Halsfleckenlerche liegt im Osten Afrikas. Es werden drei Unterarten unterschieden.
Die Zuordnung der Halsfleckenlerche zur Gattung Calandrella unterlag in jüngerer Vergangenheit einer Revision. Im Jahr 2013 haben Per Alström und Kollegen in einer Studie zur Verwandtschaft der Lerchen festgestellt, dass die Gattung Calandrella in der früheren Abgrenzung paraphyletisch war. Ihren Ergebnissen zufolge bestand Calandrella aus zwei Artengruppen. Für diejenige, die nicht die Typusart Calandrella brachydactyla enthält, reaktivierten sie den alten, bisher als Synonym aufgefassten Gattungsnamen Alaudala Horsfield & Moore, 1856 (Typusart: Calandrella raytal). Demnach wurde die Halsfleckenlerche gemeinsam mit der Stummellerche, der Salzlerche und Uferlerche in diese Gattung transferiert. Diese Änderung wurde vielfach bereits übernommen. Eine neuere Studie von 2016 fand allerdings eine instabile Phylogenie und ließ Zweifel an der Monophylie einiger Arten aufkommen.

## Merkmale der einzelnen Unterarten und ihr jeweiliges Verbreitungsgebiet
Die Halsfleckenlerche erreicht eine Körperlänge von etwa 13 bis 14  Zentimetern, wovon zwischen 4,3 und 5,0 Zentimeter auf den Schwanz entfallen. Sie zählt damit zu den kleinsten Lerchen. Der Schnabel misst vom Schädel aus zwischen 1,3 und 1,5 Zentimeter. Es besteht kein Geschlechtsdimorphismus.
Die Halsfleckenlerche ähnelt in ihrem Erscheinungsbild der Stummellerche und wurde lange als eine Unterart von ihr eingeordnet. Grundsätzlich hat die Halsfleckenlerche vergleichsweise kurze und breite Flügel mit einer gerundeten Spitze. Über dem Auge verläuft ein undeutlicher Überaugenstreif, das Kinn und die Kehle sind weißlich. Die Vorderbrust ist dunkel gestrichelt.
Es werden insgesamt drei Unterarten unterschieden:
- A. s. perconfusa (C. M. N. White, 1960) – Vorkommen im Zentralgebiet und im westlichen Hochland von Nordsomalia.[6] Bei dieser Unterart sind der Scheitel und die Körperoberseite einschließlich der Oberflügeldecken und Schultern dunkelbraun mit breiten sandfarbenen Säumen. Der Augenring und der Überaugenstreif sind weißlich bis gelbbräunlich. Die Wangen und die Ohrdecken sind braun. An den Halsseiten verläuft eine dunkle Linie. Die Brust ist hellbraun mit dunklen Streifen, die sich bei einzelnen Individuen an den oberen Brustseiten zu dunklen Flecken verbinden. Die übrige Körperunterseite ist weißlich mit variablen gelbbraunen Streifen.
- A. s. somalica Sharpe, 1895 – Die Nominatform kommt vom Norden Somalias bis in den Osten von Äthiopien vor. Bei ihr sind die Federsäume auf der Körperoberseite, auf den Flügeln und am Schwanz leuchtend weinrot. Die Körperunterseite ist hell rötlich mit dunklen Streifen auf der Brust.
- A. s. megaensis (Benson, 1946) –  Brütet vom Süden Äthiopiens bis in den Westen von Kenia. Diese Unterart hat eine kräftiger gestreifte Körperoberseite als A. s. perconfusa. Die einzelnen Federn sind rötlich gesäumt, die Brust und die Flanken sind rotbraun verwaschen und dunkel gestrichelt.

## Lebensweise
Die Halsfleckenlerche ist in ihrem gesamten Verbreitungsgebiet ein Standvogel. Sie frisst Samen und Insekten und pickt diese auch von niedriger Vegetation. Sie ist wie alle Lerchen ein Bodenbrüter.

## Einzelbelege
1. ↑  Pätzold: Kompendium der Lerchen. S. 278.
2. ↑  Per Alström, Keith N. Barnes, Urban Olsson, F. Keith Barker, Paulette Bloomer, Aleem Ahmed Khan, Masood Ahmed Qureshi, Alban Guillaumet, Pierre-André Crochet, Peter G. Ryan (2013): Multilocus phylogeny of the avian family Alaudidae (larks) reveals complex morphological evolution, non-monophyletic genera and hidden species diversity. Molecular Phylogenetics and Evolution 69(3): 1043-1056. doi:10.1016/j.ympev.2013.06.005
3. ↑  George Sangster, J. Martin Collinson, Pierre-André Crochet, Guy M. Kirwan, Alan G. Knox, David T. Parkin, Stephen C. Votier (2014): Taxonomic recommendations for Western Palaearctic birds: 10th report. Ibis 157: 193–200. doi:10.1111/ibi.12221
4. ↑  Martin Stervander, Per Alström, Urban Olsson, Ulf Ottosson, Bengt Hansson, Staffan Bensch (2016): Multiple instances of paraphyletic species and cryptic taxa revealed by mitochondrial and nuclear RAD data for Calandrella larks (Aves: Alaudidae). Molecular Phylogenetics and Evolution 102: 233–245. doi:10.1016/j.ympev.2016.05.032
5. ↑  IOC World Bird List 12.2. In: Frank Gill & David Donsker (Hrsg.): IOC World Bird List Datasets. doi:10.14344/IOC.ML.12.1 (worldbirdnames.org).
6. ↑  Pätzold: Kompendium der Lerchen. S. 280.